# Beeldmateriaal van de rellen tijdens de Republic Steelstaking
Het beeldmateriaal van de rellen tijdens de Republic Steelstaking behelst een twintig minuten durende documentaire uit 1937 over de staking bij de Amerikaanse staalproducent Republic Steel op 26 mei 1937, die ontaardde in een bloedbad waarbij tien arbeiders omkwamen.
Dit filmjournaal werd geproduceerd door Paramount Pictures en in 1997 opgenomen in de National Film Registry.